# بوسکو سوتالو
بوسکو سوتالو (کرواتی: Boško Šutalo؛ زادهٔ ۱ ژانویهٔ ۲۰۰۰) بازیکن فوتبال اهل کرواسی است.
از باشگاه‌هایی که در آن بازی کرده‌است می‌توان به باشگاه فوتبال اوسیک اشاره کرد.
وی همچنین در تیم‌های ملی فوتبال Croatia national under-16 football team, Croatia national under-18 football team, Croatia national under-19 football team، و زیر ۲۱ سال کرواسی بازی کرده‌است.